# Гонелла, Пьетро
Пье́тро Гоне́лла (также шут Гонне́лла или Пье́тро по прозвищу Ю́бка; ок. 1390, Флоренция — 1441, Феррара) — итальянский острослов, шут при дворе герцогов Феррары д’Эсте. Легендарный персонаж новелл Франко Саккетти, Маттео Банделло и итальянских народных сказок.

## Биография
Биографические сведения о Пьетро Гонелле недостаточно полные. Одни источники упоминают, что шут Гонелла жил при дворе маркиза Феррары Обиццо III д’Эсте (1294—1352), то есть в XIV веке, другие утверждают, что он жил при дворе Никколо III д’Эсте (1393—1441), то есть столетие спустя. Итальянский гуманист начала XV века Доменико Бандини д’Ареццо сообщает о некоем флорентийском лицедее Пьетро по прозвищу Гонелла. Исследователь итальянской литературы Эммануил Яковлевич Егерман пишет:

Много устных рассказов и анекдотов ходило по всей Италии о мудром и бесстрашном шуте Гонелле, который был чем-то вроде итальянского Балакирева. Самые надменные и самоуверенные синьоры вынуждены были смириться перед логикой и остротой его ума; Гонелла умел высказать всё, что народ думал о произволе властей, своекорыстии и ханжестве монахов и белого духовенства, и умел ловко уйти от расправы. В отличие от Балакирева Гонелла был историческим лицом (он жил в середине XIV века), но образ его очень скоро стал достоянием фольклора. Таким он и вошёл в итальянскую новеллу. О нём упоминают Поджо и Джиральди; особенное внимание уделяет ему Банделло в своем обширном своде новелл.— Э. Егерман, «Итальянская новелла эпохи Возрождения»
Различные эпизоды биографии Гонеллы со временем обросли легендами, были предметами нескончаемых шуток его современников, дали творческую пищу для итальянских поэтов и писателей, в стихах и новеллах писавших о нём. Слава шута Гонеллы перешагнула пределы Италии. Полтора века спустя после смерти Гонеллы (если придерживаться версии позднего его существования) автор романа о «Хитроумном идальго Дон Кихоте Ламанчском» не мог не упомянуть шута, описывая худобу коня Дон Кихота Росинанта: «Затем он осмотрел свою клячу и, хотя она хромала на все четыре ноги и недостатков у неё было больше, чем у лошади Гонеллы, которая tantum pellis et ossa fuit, нашёл, что ни Буцефал Александра Македонского, ни Бабьека Сида не могли бы с нею тягаться».

### Образ шута Гонеллы в литературе
В литературе образ шута Гонеллы неоднократно сравнивался с образом ещё одного итальянского шута — Дольчибене, а также русского шута Балакирева, нидерландского и немецкого Уленшпигеля, польского Станчика, турецкого Ходжи Насреддина, английских шутов Скоггина и Маркольфа и т. д. Возможно, первым, кто опубликовал анекдоты о Гонелле, был некий литератор Франческо да Мантуя, выпустивший в Болонье в 1506 году «Фацеции Гонеллы». В 1565 году юморески о Гонелле выходят вновь в составе анонимного сборника «Facetie, motti, buffonerie et burle del Piovano Arlotto, del Gonnella et del Barlacchia» («Остроты, словечки, насмешки и шутки Пиовано Арлотто, Гоннелы и Барлаккио»). Но писать о нём в Италии начали значительно раньше. Первым, кто обратился к шуткам Гонеллы, был Франко Саккетти, живший в XIV веке. Однако его «Триста новелл» впервые были опубликованы только в 1724 году.
Саккетти посвятил проделкам шута Гонеллы несколько новелл из своего сборника. В новелле XXVII маркиз Феррары Обиццо д’Эсте приказывает шуту немедленно убраться с глаз долой и не сметь ступать на его землю, но ловкий шут вернулся к маркизу в телеге с землёй из Болоньи, и когда разгневанный маркиз пытается расквитаться с плутом, Гонелла возражает маркизу, что он и не думал ступать на феррарскую землю, а находится на земле Болоньи. Маркиз остался доволен каламбуром Гонеллы и ответил ему своим каламбуром: «Гонелла, ты — обманчивая юбка, такая пёстрая, что против твоего коварства мне не хватает ни ума, ни смекалки».
В новелле CCXI рассказывается «О шуте Гонелле, продающем на ярмарке в Салерно собачьи испражнения под видом пилюль, обладающих якобы величайшей силой, особенно для ясновидения, и о том, как он, получив за это большую сумму, выходит сухим из воды». Вся соль рассказа состоит в ключевой фразе Гонеллы обманутым покупателям, которые жалуются мошеннику: «Маэстро, ты слишком дорого продал нам собачье дерьмо. Мы его выплюнули, как только положили в рот». Ответ шута незадачливым покупателям, которым он обещал, что они обретут дар ясновидения, был таков:
— А что я вам говорил?
— Ты говорил нам, что мы сразу станем ясновидящими.
— Вы же ими и стали.
Ценностью буффонады обладает новелла CCXII Франко Саккетти, она носит антиклерикальный характер, что было не редкостью в эпоху позднего Средневековья и Раннего Возрождения. Король неаполитанский Роберт поручает Гонелле сыграть шутку над одним аббатом, известным своей скупостью. Гонелла приходит к аббату на покаяние и исповедуется перед ним в своей животной кровожадности. Разыгрывая перед аббатом сцену агрессии волчьего оборотня, он оскалился на священника, как если бы он собирался его съесть. Испуганный аббат оставил своё богатое аббатское облачение и пустился в бегство, а его риза была доставлена королю, за что Гонелла получил щедрую награду от двора. Шут Гонелла не всегда был столь удачлив. Новелла CLXXIV повествует о том, как один купец хорошенько отплатил мошеннику за все его плутни. В то же время Якоб Буркхардт сообщает, что «придворный шут дома д’Эсте не раз спасался от наказания посредством злой иронии и способности к мести».
Живший двумя столетиями спустя после Саккетти Маттео Банделло в новелле № XVII рассказывает о трагической смерти шута Гонеллы. Гонелла, всю жизнь дурачивший других, сам стал жертвой жестокого розыгрыша одного из объектов своих розыгрышей — маркиза Феррары Никколо III д’Эсте. Маркиз заболел тяжёлой формой перемежающейся лихорадки. Шут, желая вылечить своего господина, узнав о способе чудесного избавления от болезни с помощью внезапного испуга, решил испробовать его на своём покровителе. Для этого он выбрал удобный момент и неожиданно сбросил во время прогулки больного маркиза в мелководье реки По. Выходка шута вылечила его господина и поселила в нём желание ответить шутнику подобной же шуткой. Он объявил об изгнании шута за пределы Феррары, но Гонелла, уверенный, что ему всё сходит с рук, снаряжает телегу с землей из Падуи (подобный каламбур в варианте Саккетти происходил с болонской землёй) и отправляется к сюзерену в Феррару, где его по приказу маркиза арестовывают, с притворными строгостями сажают в тюрьму, чтобы впоследствии инсценировать обезглавливание шута. В момент кульминации розыгрыша шут кладёт голову на плаху, а палач выливает ему на голову ведро холодной воды. Шут Гонелла, не доверяя остроумию своего господина, всё происходящее воспринимал всерьёз: «испуг бедного и несчастного Гонеллы был так велик, что душа его отошла к Создателю нашему», пишет Банделло. Согласно новелле, маркиз в своей неудачной шутке позднее жестоко раскаялся.
Тот же Банделло сообщал о незаурядных артистических способностях шута: «Гонелла мог мимикой воспроизводить черты лица других людей и подражать всем диалектам Италии». Шута охотно цитирует непристойная героиня «Рассуждений» (1534—1536) Пьетро Аретино Нанна. По мнению В. Ф. Шишмарёва, о Гонелле существует целый цикл рассказов, относящихся к разному времени и разным лицам; и «в зависимости от эпохи менялся и литературный облик Гоннеллы». В итальянских народных сказках также есть сказки о весёлом и изобретательном шуте Гонелле. В частности, в сборнике «Три апельсина» есть сказка «Как шут Гонелла бился об заклад» о споре с Лоренцо Медичи (Медичи жил даже позднее «позднего» Гонеллы) .
В новое время о проделках шута Гонеллы писал венгерский писатель Иштван Рат-Вег. В книге «Пёстрые истории» есть рассказ о том, как супруга феррарского правителя захотела познакомиться с женой шута Гонеллы. Перед тем, как их познакомить, плут предупредил обеих женщин о том, что другая туговата на ухо, и в разговоре друг с другом им следует говорить погромче. Этот розыгрыш также в очередной раз был прощён Гонелле. Куда менее безобидная шутка была проделана со слепцами возле церковной паперти. Гонелла сказал им: «Вот вам талер, нет у меня мелочи, поделите меж собой». При этом он не дал им ничего, но отошёл с компанией друзей в сторону и стал наблюдать несчастных, как те обвиняли друг друга в утайке, пока дело не окончилось дракой, позабавившей Гонеллу и его приятелей.
Одна из историй, пересказанных Рат-Вегом, относится к герцогу Феррарскому Борсо д’Эсте (1413—1471) — внебрачному сыну Никколо III д’Эсте. Гонелла однажды решил привязать свою лошадь в его конюшне. Узнав об этом, герцог распорядился полностью обрезать хвост у лошади шутника. В ответ на это Гонелла предпринимает новую выходку: у герцогских мулов он подрезал верхнюю губу. На этом терпение феодала закончилось. Когда шута привели к нему на расправу, тот попросил герцога пройти с ним в конюшню, где урезонил Борсо следующим образом: «Да вы только взгляните на мою лошадь с лысым задом. Это же просто смех! Даже мулы и те смеются над ней!» Более всего венгерского автора в этой истории поразило то, «что во времена этих самых шутников и любителей подобных шуток самое дикое варварство со смехом воспринималось как блестящий образец остроумия. На протяжении веков это варварство ухмыляется нам со страниц шутейных сборников той эпохи».
Современное прочтение биографии Пьетро Гонеллы сделал российский драматург Александр Афанасьев (2005): «Шут Гонелла. Сказка-притча в трёх действиях с песнями и танцами для детей и их родителей».

## Загадки славы шута Гонеллы
Комментатор романа «Дон Кихот» В. С. Узин сообщает, что Гонелла был «шут одного из герцогов феррарских (XV в.)»; но как об этом мог знать Франко Саккетти, живший в XIV столетии, остается неизвестным. А. А. Гастев указывает, что Гонелла одно время служил неаполитанскому королю. По-видимому, имя его стало нарицательным, или этим именем назывались другие шуты, слышавшие о его славе. Об этом же говорит исследователь творчества Франко Саккетти В. Ф. Шишмарёв:

Другой профессиональный шут — Гонелла, вероятно существовавший на самом деле, как думает Габотто, но объединивший в своём лице анекдоты, связанные первоначально с другими аналогичными персонажами, и превратившийся в тип, в обобщённую фигуру (нов. 27, 172, 173, 174, 211, 212 и др.). К шутам, выходки которых становятся в ту пору настоящим искусством и ценятся особенно в обстановке постоянных войн и социальной борьбы того времени, Саккетти возвращается особенно охотно.— В. Ф. Шишмарёв. «Франко Саккетти»
Исследователь Лев Бердников отмечает, что сюжеты о царских шутах кочевали сами по себе из поколения в поколение и зачастую не имели никакого отношения к реальной личности того или иного шута. Так, проделки легендарного шута Петра Первого Балакирева восходят к рукописным и стихотворным жартам о скоморохе-плуте и переводным рассказам о Гонелле, Станчике, Совест Драле и др.

## Портрет придворного шута дома д’Эсте работы Жана Фуке
Существует портрет Пьетро Гонеллы предположительно Жана Фуке, долгое время приписывавшийся разным художникам. Он находится в собрании Художественно-исторического музея в Вене. В каталоге музея значилось: «Портрет Гонеллы, придворного шута Феррары», «в стиле Альбрехта Дюрера с оригинала Джованни Беллини». Изображение представляет собой погрудный портрет шута, как будто неловко втиснутого в узкие границы картины. Художник изобразил шута пожилым, небритым, и это позволило художнику добиться того эффекта естественности, который был немыслим на парадных портретах знати. Голова Гонеллы наклонена вправо, руки скрещены, как на изображениях страдающего Христа, но на лице его отнюдь не христианская, а саркастическая улыбка. Портрет написан маслом на деревянной доске. Сейчас большинство искусствоведов склоняются к тому, что автором портрета является французский живописец Жан Фуке, а его создание относят к середине 1440-х годов, ко времени путешествия Фуке в Италию. Таким образом, портрет шута Гонеллы мог быть написан художником по памяти только после его смерти в том случае, если Фуке видел его лицо раньше. Портрет Гонеллы стал первым полноценным изображением шута в живописи Западной Европы.
Американский поэт Уильям Карлос Уильямс, полагая, что картина представляет собой автопортрет Питера Брейгеля, посвятил ей свои стихи.

## Персонаж шут Гонелла

### Франко Саккетти
- Новелла XXVII. Маркиз Обиццо да Эсти приказывает шуту Гонелле немедленно убраться с глаз долой и не сметь ступать на его землю, и что из этого вышло.
- Новелла CLXXII. [В самом полном собрании новелл Ф. Саккетти на русском языке, вышедшем в 1962 году, перевода новелл CLXXII и CLXXIII не существует. Сохранился лишь фрагмент новеллы CLXXII].
- Новелла CLXXIII. Gonnella buffone predetto in forma di medico, capitando a Roncastaldo arca certi gozzuti, e ancora il Podestà di Bologna; e con la borsa piena si va con Dio, e loro lascia col danno e con le beffe.
- Новелла CLXXIV. Шут Гоннелла требует у двух купцов денег, которые он не должен был получить; один дает ему деньги, другой расплачивается с ним тумаками.
- Новелла CCXI. О шуте Гонелле, продающем на ярмарке в Салерно собачьи испражнения под видом пилюль, обладающих якобы величайшей силой, особенно для ясновидения, и о том, как он, получив за это большую сумму, выходит сухим из воды.
- Новелла CCXII. О великом испытании, из которого с честью вышел шут Гонелла, отправившись в Неаполь во времена короля Роберта и похитив у богатейшего и скупейшего аббата то, чего он никогда ни у кого другого похитить не мог бы, и о том, как он за это получил величайшие дары от короля и его баронов.

### Маттео Банделло
- Часть четвёртая, новелла XVII. Шут Гонелла испугом излечивает от перемежающейся лихорадки Никколо Феррарского, который, желая тем же способом посмеяться над шутом, становится причиной его смерти.

### Сборник итальянских народных сказок «Три апельсина»
- Как шут Гонелла бился об заклад.

## Исполнители роли шута Гонеллы
- Евгений Весник в радиопостановке сказки «Как шут Гонелла бился об заклад». Инсценировка М. Краковской, режиссёр Н. Киселёва. Всесоюзная студия грамзаписи «Мелодия», запись 1980 г.